# Arthur, où t'as mis le corps ?
Pistes de Serge Reggiani chante Boris Vian
Le régiment des mal-aimés
Arthur, où t'as mis le corps ? est une chanson comique et surréaliste écrite en 1958 par Boris Vian et mise en musique par Louis Bessières. Elle est enregistrée pour la première fois en 1964 par Serge Reggiani pour son album Serge Reggiani chante Boris Vian.

## Histoire
« Chanson-phare » du disque de reprises de Boris Vian qui promeut comme chanteur l'acteur reconnu Serge Reggiani,  poussé par Jacques Canetti vers la chanson, Arthur, où tu as mis le corps raconte les méfaits et déboires d'une bande de malfrats qui ne trouve plus le corps de leur victime. En effet, Arthur, chargé de faire disparaître le cadavre, l'a égaré. La bande est arrêtée et bien que « cuisiné » par un commissaire, la mémoire d'Arthur reste défaillante. En prison, Arthur est tué par ses collègues, las de « l'interroger » quotidiennement avec véhémence. c'est ainsi, qu'à son tour disparait le corps d'Arthur (au grand dam du directeur de la prison)...
Pour promouvoir la chanson, Jacques Canetti la fait diffuser deux jours de suite sur RTL, dans le cadre d'un jeu-concours, les auditeurs devant deviner l'interprète, sachant qu'il s'agit d'une star du cinéma. Les cent premiers à trouver la bonne réponse gagneraient le disque dédicacé. Reggiani et Canetti rapportent que seuls trois auditeurs ont trouvé la bonne réponse, tandis que des milliers ont répondu qu'il s'agissait de Louis de Funès,.

## Discographie
1964 : 33 tours Jacques Canetti Polydor 48 811 Serge Reggiani chante Boris Vian,.
1965 : Super 45 tours Jacques Canetti Polydor 27 182 : Arthur, où tu as mis le corps ? - Sermonette / Le régiment des mal-aimées - De velours et de soie,.